# تشارلز جون فوربس
تشارلز جون فوربس هو عسكري كندي، ولد في 10 فبراير 1786، وتوفي في 22 سبتمبر 1862.ولد في غوسبورت، هامبشير، انجلترا عام 1786 ودرس في ألتونا ثم في الدنمارك والتي تقع الآن في ألمانيا.